# Vuelta al País Vasco 1993
La XXXIII Vuelta al País Vasco, disputada entre el 5 de abril y el 9 de abril de 1993, estaba dividida en 5 etapas para un total de 881,5 km.
Estos fueron los equipos que tomaron parte en la línea de salida: CLAS-Cajastur, Banesto, Carrera-Tassoni, Ariostea, ONCE, Gatorade, Worldperfect, GB-MG, LOTTO-Belgacom-Caloi, Motorola, T.V.M.-Bison Kit, GAN, Telekom, Lotus, Amaya, Histor-Laser, Kelme-Xacobeo-CAM, Deportpublic, JOLLY-Club 88-Nalini, Artiach.
El vencedor fue el ciclista suizo Toni Rominger, en un apretado final, frente a Rolf Sørensen y Alex Zülle

## Etapas
| Etapa              | Fecha    | Recorrido                 | km        | Vencedor de la Etapa | Líder de la general |
| ------------------ | -------- | ------------------------- | --------- | -------------------- | ------------------- |
| 1ª etapa           | 05/04/92 | Rentería - Rentería       | 135.5     | Toni Rominger        | Toni Rominger       |
| 2ª etapa           | 06/04/92 | Rentería - Ibardin        | 184.9     | Federico Etxabe      | Toni Rominger       |
| 3ª etapa           | 07/04/92 | Vera de Bidasoa - Vitoria | 195       | Rolf Sørensen        | Toni Rominger       |
| 4ª etapa           | 08/04/92 | Vitoria - Lemóniz         | 212       | Toni Rominger        | Toni Rominger       |
| 5ª etapa (1º Sec.) | 09/04/92 | Arminza - Zumárraga       | 147       | Rolf Sørensen        | Toni Rominger       |
| 5ª etapa (2º Sec.) | 09/04/92 | Zumárraga - Santa Bárbara | 7.1 (CRI) | Toni Rominger        | Toni Rominger       |

## Clasificaciones
| \| 1. \| Toni Rominger \| CLA \| 22h 59' 55s \| \| 2. \| Rolf Sørensen \| CAR \| a 8s \| \| 3. \| Alex Zülle \| ONC \| a 23s \| \| 4. \| Pascal Richard \| ARI \| a 59s \| \| 5. \| Uwe Ampler \| TEL \| a 1' 03s \| \| 6. \| Davide Cassani \| ARI \| a 1' 15s \| \| 7. \| Giorgio Furlan \| ARI \| a 1' 25s \| \| 8. \| Erik Breukink \| ONC \| a 1' 28s \| \| 9. \| Vladimir Poulnikov \| CAR \| a 1' 30s \| \| 10. \| Claudio Chiappucci \| CAR \| a 1' 36s \| |                    |     |             |
| 1. | Toni Rominger      | CLA | 22h 59' 55s |
| 2. | Rolf Sørensen      | CAR | a 8s        |
| 3. | Alex Zülle         | ONC | a 23s       |
| 4. | Pascal Richard     | ARI | a 59s       |
| 5. | Uwe Ampler         | TEL | a 1' 03s    |
| 6. | Davide Cassani     | ARI | a 1' 15s    |
| 7. | Giorgio Furlan     | ARI | a 1' 25s    |
| 8. | Erik Breukink      | ONC | a 1' 28s    |
| 9. | Vladimir Poulnikov | CAR | a 1' 30s    |
| 10. | Claudio Chiappucci | CAR | a 1' 36s    |

| \| 1. \| Toni Rominger \| CLA \| 109 puntos \| \| \| 2. \| Rolf Sørensen \| ARI \| 102 puntos \| \| \| 3. \| Alex Zülle \| ONC \| 60 puntos \| \| |               |     |            |  |
| 1. | Toni Rominger | CLA | 109 puntos |  |
| 2. | Rolf Sørensen | ARI | 102 puntos |  |
| 3. | Alex Zülle    | ONC | 60 puntos  |  |

| \| 1. \| Claudio Chiappucci \| CAR \| 51 puntos \| \| \| 2. \| Federico Etxabe \| SEU \| 28 puntos \| \| \| 3. \| Richard Virenque \| LOT \| 21 puntos \| \| |                    |     |           |  |
| 1. | Claudio Chiappucci | CAR | 51 puntos |  |
| 2. | Federico Etxabe    | SEU | 28 puntos |  |
| 3. | Richard Virenque   | LOT | 21 puntos |  |

| \| 1. \| Abraham Olano \| CLA \| 17 puntos \| \| \| 2. \| Peio Ruiz Cabestany \| GAT \| 9 puntos \| \| \| 3. \| Richard Virenque \| LOT \| 7 puntos \| \| |                     |     |           |  |
| 1. | Abraham Olano       | CLA | 17 puntos |  |
| 2. | Peio Ruiz Cabestany | GAT | 9 puntos  |  |
| 3. | Richard Virenque    | LOT | 7 puntos  |  |

| \| 1. \| CLAS-Cajastur \| 68h 34' 43s \| \| \| 2. \| Carrera-Tassoni \| a 2' 46s \| \| \| 3. \| Ariostea \| a 3' 11s \| \| |                 |             |  |
| 1. | CLAS-Cajastur   | 68h 34' 43s |  |
| 2. | Carrera-Tassoni | a 2' 46s    |  |
| 3. | Ariostea        | a 3' 11s    |  |